# Wielkie Odbicie

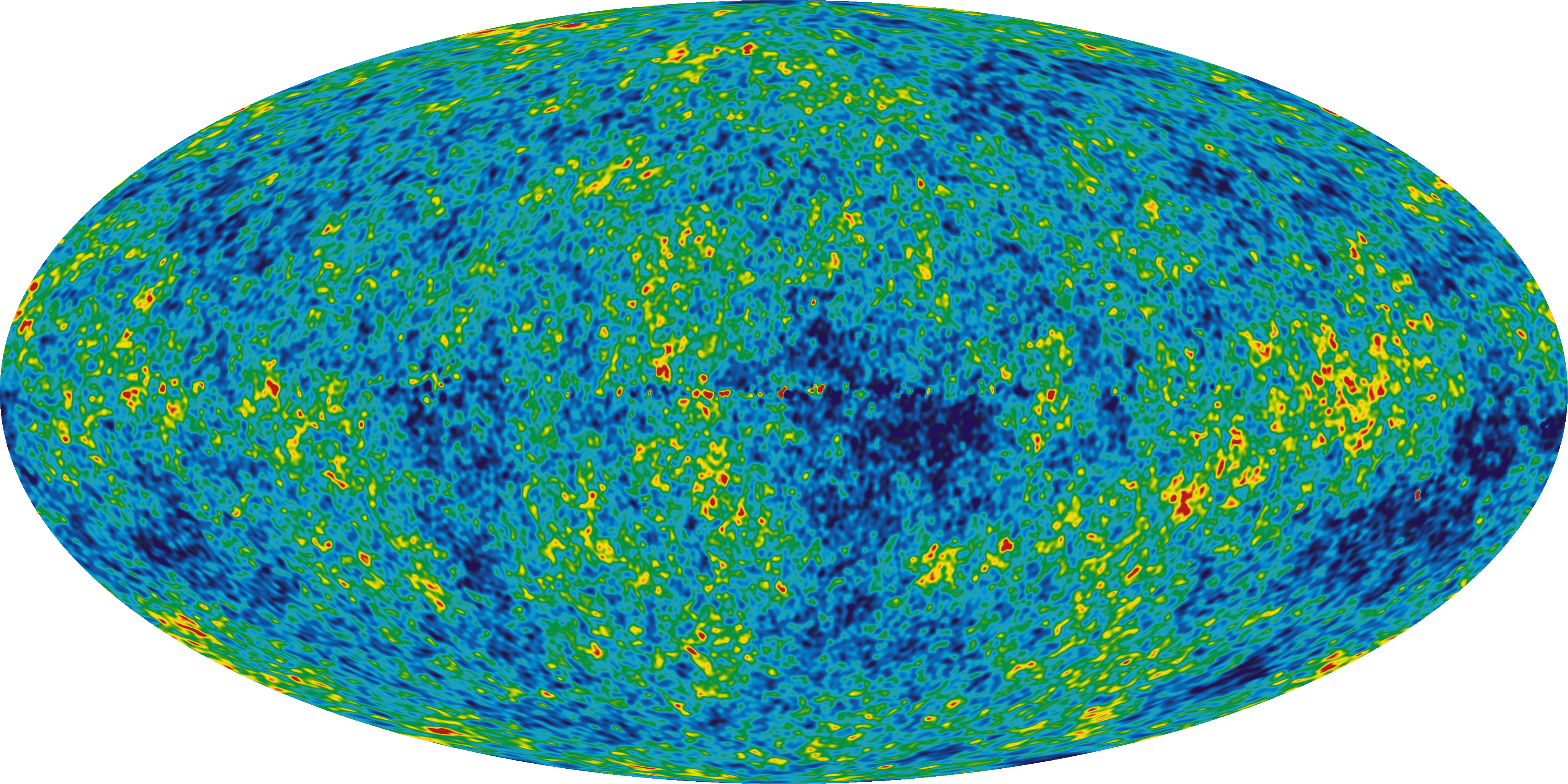
Mapa mikrofalowego promieniowania tła, pokazująca obraz wczesnego Wszechświata (na podstawie danych zebranych przez sondę WMAP)

Wielkie Odbicie (z ang. Big Bounce) – teoretyczny model cyklicznego powstawania i zapadania się Wszechświata. W modelu tym ekspansja i kurczenie się Wszechświata przybiera formę oscylacji, w których Wielki Wybuch interpretowany jest jako odbicie będące wynikiem upadku poprzedniego wszechświata.

## Ekspansja i kontrakcja
Według niektórych kosmologów, Wielki Wybuch jest częścią lub początkiem pewnego oscylacyjnego okresu naprzemiennej ekspansji i kontrakcji Wszechświata rozdzielonych Wielkim Odbiciem. Sugeruje to, że możemy żyć w pierwszym ze wszystkich wszechświatów, ale równie prawdopodobnie możemy żyć w milionowym (dowolnym) wszechświecie stworzonym w sekwencji Wielkiego Odbicia, ekspansji, Wielkiego Kolapsu, Wielkiego Odbicia, ekspansji etc. 
Główną ideą kwantowej teorii Wielkiego Odbicia jest to, że kiedy gęstość dąży do nieskończoności, zmienia się zachowanie piany kwantowej. Wszystkie tak zwane fundamentalne stałe fizyczne, w tym prędkość światła w próżni, nie są stałe w przedziale 10−43 sekund przed i po czasie Wielkiego Odbicia.